# پل تاریخی روستای ورزنه قم
پل تاریخی روستای ورزنه قم مربوط به دوره پهلوی اول است و در استان قم، بخش خلجستان، شهرستان دستجرد، جنوب غربی روستای ورزنه واقع شده و این اثر در تاریخ ۲۴ اسفند ۸۳ با شمارهٔ ثبت ۱۱۵۰۱ به‌عنوان یکی از آثار ملی ایران به ثبت رسیده‌است.